# Roßkopfturm

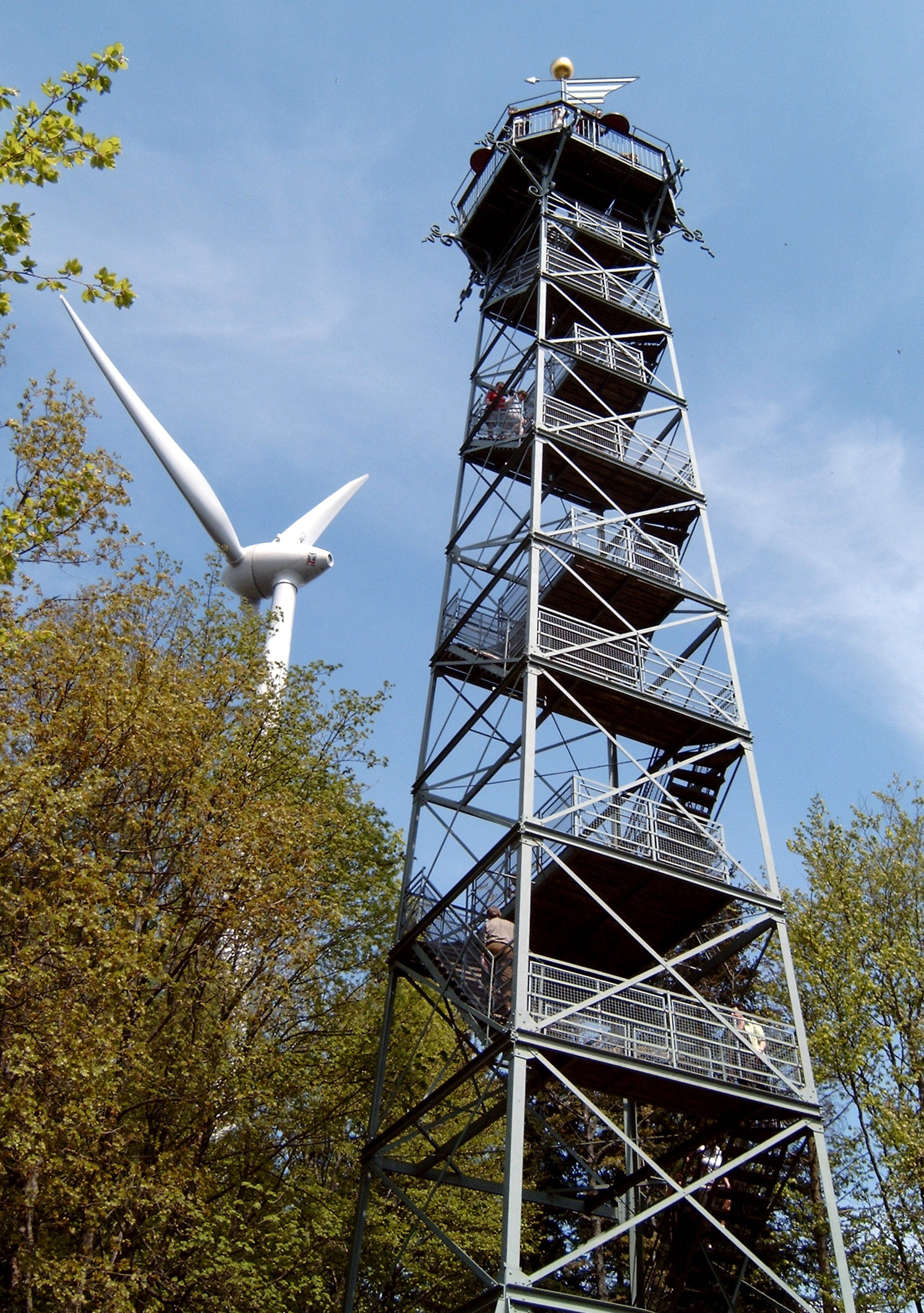
Roßkopfturm

Der Roßkopfturm (eigentlich Friedrichsturm nach dem Großherzog Friedrich I. von Baden) ist ein 34,4 Meter hoher Aussichtsturm in Stahlfachwerkbauweise, der vom Schwarzwaldverein in Auftrag gegeben und finanziert und 1889 durch die Freiburger Firma Ph. Ant. Fauler auf dem zwischen Dreisamtal und Glottertal gelegenen 737 Meter hohen Roßkopf bei Freiburg im Breisgau errichtet wurde.
Er gehört zu den ältesten Stahlfachwerktürmen in Deutschland und ermöglicht dem Besucher durch seine die Baumwipfel der bewaldeten Bergkuppe überragende Aussichtsplattform einen Rundum-Panoramablick über Schwarzwald und Rheintal, bei guten Sichtverhältnissen Richtung Süden bis zu den Alpen und Richtung Westen bis zum Kaiserstuhl und den Vogesen.